# CPA (Software)
CPA (Comprehensive Patient Administrator) ist eine modulares Softwarepaket der Firma med3 GmbH, Neckarsulm, mit dem Ressourcen in medizinischen Einrichtungen (Krankenhaus, Praxis) verwaltet werden können.

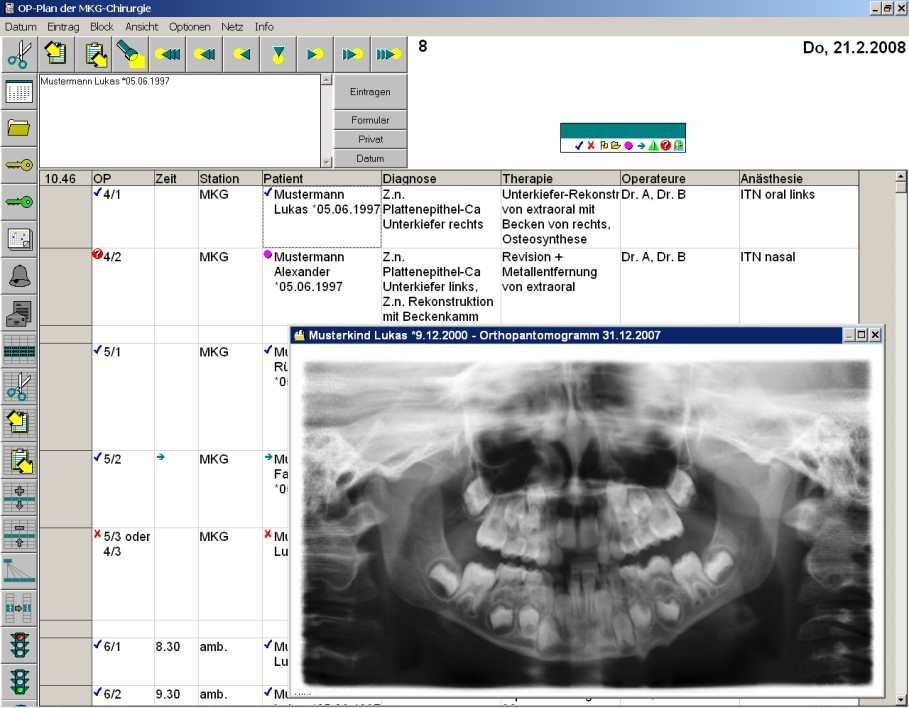
Operationsplanmodul in CPA

## Nutzung
Neben einer Stammdatenverwaltung und Protokollierung aller Patientenkontakte können Terminpläne und Operationspläne angelegt werden, ein Multimediaarchiv verwaltet Arztbriefe, Fotodokumentationen und Röntgenbilder.
Der Comprehensive Patient Administrator ist eine innerhalb des universitären Umfelds entstandene Alternative zum Enterprise Resource Planning von SAP und wird seit 1994 stetig fortentwickelt. Teile der Software wurden 1998 im Jungjohann Verlag erstmals als Netzfähiger Praxis- und Klinik-Terminplaner veröffentlicht. Seit 2001 ist das komplette Softwarepaket als CPA über die med3 GmbH, Neckarsulm verfügbar.

## Technik
Comprehensive Patient Administrator ist eine datenbankbasierte Anwendung, bei der ein proprietäres Datenformat genutzt wird. Dabei dient das System der Kommunikation zwischen vernetzten Arbeitsplätzen und der Archivierung medizinischer und abrechnungsrelevanter Daten. Alle Arbeitsschritte erfolgen mit einer digitalen Unterschrift, um sich für die Prozesse zu legitimieren. Die Daten werden verschlüsselt gespeichert. Um die Daten zusätzlich vor unberechtigtem Zugriff zu schützen, kann die Datenbank – sobald sie auf einen anderen Datenträger kopiert wurde – nicht mehr geöffnet werden; die Wiederherstellung der Datenbank ist in solch einem Fall nur über ein Masterpasswort möglich, das mit entsprechendem Legitimationsnachweis beim Hersteller angefordert werden muss.

## Plattform
Die Software ist in zwei Varianten nur für Microsoft-Windows-Betriebssysteme verfügbar:
- ;Win16: Comprehensive Patient Administrator 16-Bit-System
- ;Win32: Comprehensive Patient Administrator 32-Bit-System

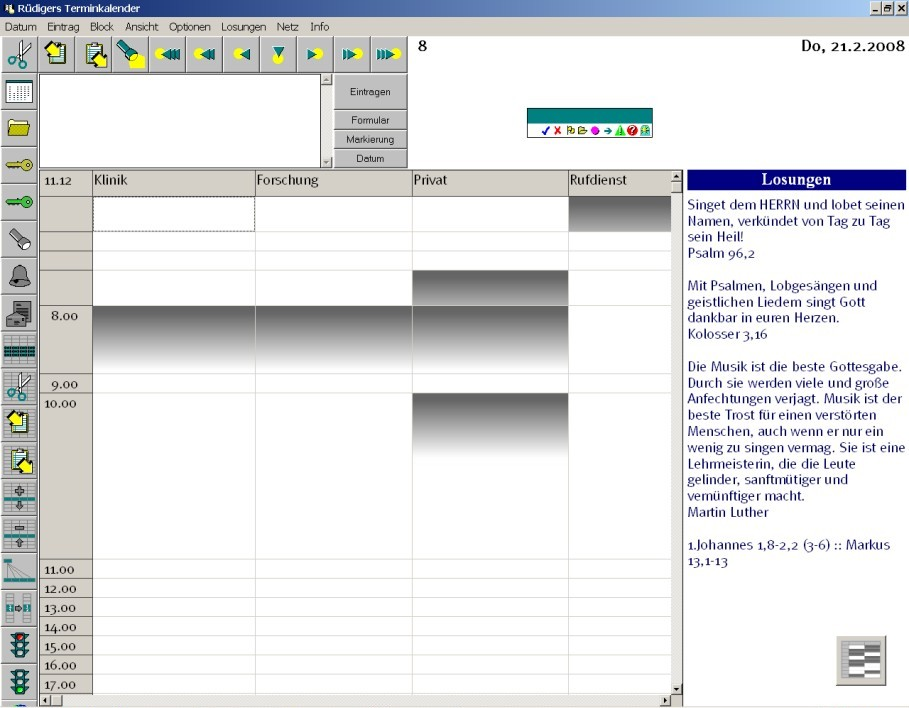
Zeitplanmodul in CPA mit Herrnhuter Losungen

## Versionen der Software
Die Software ist als Einzelplatzversion oder als Mehrplatzlizenz für Netzwerkumgebungen verfügbar. Die Einzelplatzversion kann kostenlos bezogen und genutzt werden.
Der Comprehensive Patient Administrator ist als Komplettpaket mit allen Modulen oder auch als reduzierte Version mit alleiniger Zeit-Ressourcenplanung verfügbar. Bis zum Jahr 2001 erschienen die Herrnhuter Losungen – Bibelworte für jeden Tag – im Hänssler Verlag mit dem CPA-Modul zur Zeit-Ressourcenplanung als Terminkalender mit Losungen für Windows.

## Sprachvarianten
Die Software ist in deutscher und englischer Sprache verfügbar.